# Roccabernarda
Roccabernarda är en ort och kommun i provinsen Crotone i regionen Kalabrien i Italien. Kommunen hade 3 374 invånare (2017).